# Сухо гърло (община Щип)
 Тази статия е за селото в община Щип.  За селото в община Демир Хисар вижте Сухо гърло.  
Сухо гърло (на македонска литературна норма: Суво Грло) е село в община Щип, Северна Македония.

## География
Сухо гърло е селце, разположено на 15 километра югоизточно от град Щип.

## История
В XIX век Сухо гърло е село в Щипска кааза на Османската империя. Според статистиката на Васил Кънчов („Македония. Етнография и статистика“) от 1900 година в Сухо Гърло има 210 жители, всички турци.
След Междусъюзническата война селото остава в Сърбия. Според Димитър Гаджанов в 1916 година в Сухо гърло живеят 70 турци.